# Ashley Page
Ashley Page (ur. 9 sierpnia 1956 w Rochester) – brytyjski choreograf i tancerz.

## Życiorys

### Wczesne lata
Urodził się w Rochester w hrabstwie Kent, gdzie kontynuował naukę w Royal Ballet Lower School i Upper School. W 1976 roku został zaangażowany przez szkołę baletową Royal Ballet w Covent Garden, gdzie we współpracował z Frederickiem Ashtonem i Kennethem MacMillanem, kreując wiele ról w ich nowych baletach. Współpracował też z takimi choreografami gościnnymi jak Glen Tetley i Richard Alston, który w okresie jego rozwoju jako choreografa stał się dla niego mentorem.

### Kariera
W roku 1984 był pierwszym solistą Royal Opera House, gdzie stworzył dla zespołu swoją pierwszą choreografię A Broken Set of Rules. Potem rozwijał swój warsztat choreograficzny równolegle z karierą tancerza. Stworzył 17 baletów dla Royal Ballet, a także choreografie na zamówienie m.in. Rambert Dance Company i Holenderskiego Baletu Narodowego. Zasłynął odważnymi projektami realizowanymi z plastykami i współczesnymi kompozytorami, a także poszukiwaniem nowych kontekstów wzbogacających taniec. Jego stworzona w 1994 roku choreografia Fearful Symmetries w Covent Garden z główną rolą dla Irka Muchamiedowa (Mukhamedova) okazała się dla tancerza doskonałą okazją do prezentowania jego umiejętności.
W 2002, po 27 latach spędzonych z Royal Ballet, objął dyrekcję artystyczną podupadającego wtedy Scottish Ballet w Glasgow. W ciągu kolejnej dekady zespół pod jego dyrekcją stał się nowoczesną formacją o międzynarodowej sławie. Prezentował urozmaicony repertuar, wzbudzał zachwyt krytyków, zdobywał nagrody i nowych widzów. Page stworzył dla niego wiele nowych choreografii, w tym cztery balety pełnospektaklowe (Dziadek do orzechów, Kopciuszek, Śpiąca królewna, Alicja) oraz kilka prac współczesnych i neoklasycznych. Wszystkie one, ale także nowe dzieła zamawiane u znanych choreografów, zapewniły zespołowi Scottish Ballet w kraju i zagranicą renomę tryskającej energią nowej jakości. W ślad za regularnymi zaproszeniami na Międzynarodowy Festiwal w Edynburgu przyszły zagraniczne tournée zespołu do Chin i Ameryki, a także jego częste występy w Londynie.
W 2012 roku, podczas swego ostatniego roku w Scottish Ballet, w San Francisco Ballet stworzył nową choreografię do Guide to Strange Places, która miała premierę w marcu 2012 roku i była prezentowana podczas bardzo udanego sezonu zespołu w Londynie pół roku później. Jako niezależny choreograf i reżyser realizował zamówienia dla wielu zespołów baletowych i tańca współczesnego, m.in. Rambert Dance Company, Królewski Balet Flandrii, Joffrey Ballet czy Polski Balet Narodowy.

## Nagrody i odznaczenia
- 1994 – Time Out Award za najlepsze nową produkcję taneczną Fearful Symmetries
- 1995 – Olivier Award za najlepsze nowe przedstawienie taneczne Fearful Symmetries
- 2004 – TMA Award za wyjątkowe osiągnięcia w dziedzinie tańca dla Scottish Ballet „za kompetentną modernizację pod kierunkiem Ashleya Page’a oraz dynamiczne przedstawienia”
- 2005 – Festiwal w Edynburgu -Herald Angel Award za Scottish Ballet Dances Balanchine
- 2006 – Oficer Orderu Imperium Brytyjskiego
- 2007 – Critics Circle Award dla Scottish Ballet za wybitny repertuar klasyczny
- 2011 – Herald Archangel Award za długą współpracę Scottish Ballet z Festiwalem w Edynburgu
- 2012 – National Dance Awards – De Valois Award za wybitne osiągnięcia
- 2012 – Doctor honoris causa Królewskiego Konserwatorium Szkocji